# Sugestopedie
Sugestopedia este o metodă de învățare dezvoltată de psihoterapeutul bulgar Georgi Lozanov bazată pe sugestologie.
Metoda e folosită mai ales în învățarea limbilor străine. Lozanov afirma că prin această metodă se poate învăța o limbă străină de aproximativ trei până la cinci ori mai rapid decât prin metodele convenționale. Sugestopedia e o transpunere în practică a superînvățării (superlearning).
Teoria aplicării sugestiei pozitive în învățare a fost dezvoltată în anii '70. Sugestopedia este cea mai nouă din cele șase metode de învățare a limbilor străine. Numele de sugestopedie provine din alăturarea cuvintelor “sugestie” și “pedagogie.”
Prima dată metoda a fost folosită la Sofia, ulterior la Moscova, Budapesta și în R.D.G. În afara blocului comunist a fost utilizată prima dată la Ottawa, în Canada, în 1973, pentru învățarea celei de-a doua limbi de către funcționarii guvernului federal. Ulterior metoda a început să fie aplicată și în Japonia, Belgia, Franța și Finlanda. 

## Ultimele cercetări
Sugestopedia este una din cele câteva metode ce utilizează relaxarea în timpul învățării. 
Bazându-se pe descoperirea neuronilor oglindă, Ludger Schiffler (2003) a dezvoltat învățarea interemisferică a limbilor străine, folosind gestica și reprezentările mentale în timpul perioadelor de relaxare.

## Scopul și teoria
Scopul metodei sugestopedice este îmbunătățirea învățării prin diminuarea filtrului afectiv al subiecților.
Lozanov afirmă în site-ul său, Suggestology and Suggestopedy ( Arhivat în 8 mai 2001, la Archive.is), că „sugestopedia este un sistem de eliberare de conceptele negative privind dificultățile procesului de învățare” care ar fi condiționate în cursul vieții sociale. Desugestopedia se concentrează pe eliberare (prin ceea ce Lozanov descrie ca „învățare desugestivă”): „libertate, fără nici o presiune, eliberare de programarea anterioară ce restricționează inteligența și acumularea spontană de cunoștințe, abilități și obiceiuri.” Metoda implementată astfel, acționează nu numai la nivelul conștient ci și la cel subconștient, la rezervele mentale.

## Practica
Predarea se face pe fond de muzica barocă sau electronică, pe un ritm de 60 bătăi pe secundă. „Bucățile” de informație sunt citite studenților în ritm de 4, 8 sau 12 bătăi, 8 fiind mai frecvent. Tonul vocii se schimbă pentru fiecare „bucată” de informație, ceea ce reduce plictiseala. 
Mediul și atmosfera în sala de clasă sunt esențiali pentru ca studenții să se simtă confortabil și deschiși, iar pentru aceasta sunt utilizate metode diverse, incluzând arta și muzica, utilizate de profesori special pregătiți.
O ședință sugestopedică e formată din trei faze: descifrarea, sesiunea concert (secvența de memorare), elaborarea.
- Descifrarea: profesorul prezintă gramatica și lexicul.
- Sesiunea concert (activă și pasivă):profesorul citește textul la viteză normală, uneori intonând anumite cuvinte iar studenții repetă dupa el. În sesiunea pasivă, studenții se relaxează și ascultă profesorul citind textul. În fundal se aude muzică barocă sau electronică, relaxantă.
- Elaborarea: Studenții finalizează ceea ce au învățat prin dramatizări, cântece, jocuri.

Ulterior au fost dezvoltate patru faze: introducerea, sesiunea concert, elaborarea, producerea.
- Introducerea: Profesorul predă materia în „joacă” în loc să analizeze lexicul și gramatica textului în mod clasic.
- Sesiunea concert (activă și pasivă): Profesorul citește cu intonație, în timp ce în fundal se aude muzica. În unele momente, studenții citesc textul împreună cu profesorul (sesiunea activă), iar în alte momente se face pauză și e ascultată doar muzica (sesiunea pasivă).
- Elaborarea: Studenții cântă cântece sau joacă jocuri în timp ce profesorul acționează ca un consultant.[2]
- Producția: Studenții vorbesc și interacționează spontan, pe o temă dată, fără a fi întrerupți sau corectați de către profesor.

## Profesorii
Profesorul nu trebuie să intervină prea activ, cu toate că metoda este controlată de profesor și nu de elevi. De exemplu, el acționează ca un partner real cu elevii, participând la activități cum ar fi jocurile și cântecele, natural și spontan.”
În timpul sesiunii concert, trebuie să inducă elevilor spiritul artei clasice, comunicarea in spiritul dragostei, respectul pentru ființa umană. Profesorul trebuie nu doar să cunoască tehnicile și informațiile teoretice ci și să le ințeleaga și să își formeze o metodologie corectă pentru a nu avea un impact negativ asupra elevilor. Profesorul care predă cursuri sugestopedice trebuie să fie antrenat pentru aceasta de profesori autorizați, în cadrul unui curs de specialitate.
Cei mai importanți factori din punct de vedere al profesorului, descriși de Lozanov, sunt: 
1. Cuprinderea unui volum imens de material didactic.
2. Structurarea materialului în mod sugestopedic; global-parțial – parțial-global, și global în parte – parte în global, asemenea raportului „părților de aur”.
3. Profesional, pe de o parte, și ca personalitate, pe de o altă parte, profesorul trebuie să aibă un înalt prestigiu și credibilitate.
4. Profesorul trebuie să aibă încredere deplină în rezultate pozitive.
5. Profesorul trebuie să țină la elevii săi (desigur, nu sentimental, ci ca la niște ființe umane) și să le predea totul cu implicare sufletească.

## Metoda pentru copii (Sugestopedia preventivă)
Metoda pentru adulți include lungi sesiuni fără mișcare și materiale didactice potrivite adulților. Copiii primesc impactul „normelor sociale sugestive” în mod diferit și creierul lor este mai delicat decât cel adult.  
Ca urmare, copiilor li se aplică o metodă ușor diferită și se folosesc materiale adecvate. Lecțiile pentru copii sunt mai scurte, apărând copii de sugestia pedagogică negativă a societății. Părinții trebuie informați asupra metodei, deoarece ei pot influența copilul atât negativ, cât și pozitiv.

## Efecte secundare
Lozanov afirmă că, efectele metodei nu se rezumă doar la învățarea rapidă a limbilor străine, ci ar exista și efecte favorabile asupra sănătății și relațiilor sociale.

## Bazele metodei
Sugestopedia e acuzată că nu ar fi solid fundamentată științific și e criticată de unii psihologi că ar fi o pseudostiință. (Lukesch, 2000). 